# Mikwe (Trendelburg)

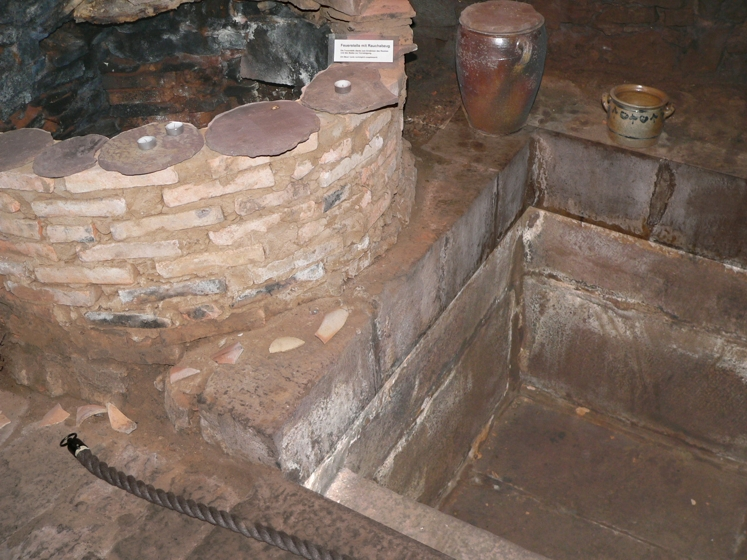
Mikwe in Trendelburg

Die Mikwe in Trendelburg, einer Stadt im Landkreis Kassel in Hessen, wurde vermutlich im 17. Jahrhundert errichtet. 

## Geschichte
Die Mikwe der ehemaligen jüdischen Gemeinde Trendelburg wurde 2001 bei Umbauarbeiten des Hauses Am Brunnen 6 durch Zufall wiederentdeckt. Die zwei Räume im Keller mit Gewölbe, die durch einen kurzen Gang verbunden sind, wurden als rituelles Bad genutzt. 
Ein quadratisches Becken mit drei Stufen wurde durch eine  Wasserleitung mit fließendem Regen- oder Quellwasser gespeist. Reste der Wasserleitung sind noch vorhanden.
Das Fachwerkhaus über der Mikwe wurde durch einen Brand vor circa 140 Jahren zerstört und danach wurde der Eingang zugeschüttet. Es ist davon auszugehen, dass die Mikwe schon im 19. Jahrhundert aufgegeben und durch eine neue Mikwe ersetzt wurde. 

## Besichtigung
Zu den Öffnungszeiten des Tourismusbüros am Marktplatz 1 sind Gewölbekeller und Mikwe kostenlos zu besichtigen sowie weitere Informationen zu erfahren.